# Nova Sport
Nova Sport – czeski kanał tematyczny TV Nova prezentujący sport. Kanał rozpoczął nadawanie 4 października 2008 roku.